# Szórakozott professzor
A szórakozott professzor egy szereplőtípus, rendszerint egy fontos információkkal bíró tudós, akit annyira elfoglalnak a gondolatai, hogy hajlamos megfeledkezni a külső világról. A legkorábbi példa a figurára valószínűleg az a Thalésznak tulajdonított anekdota, amelyben a filozófus, aki túlságosan elmerült a gondolataiban, beleesik egy kútba.
A „szórakozott professzor” kifejezést több nyelvben is használják olyasvalakire, aki gyakran és feltűnően gondolkodik mintegy elszakadva a külvilágtól. Gyakori közhely ez a tudósokkal és tanárokkal kapcsolatban.
A „szórakozott professzor” gonosz megfelelője az „őrült tudós”.

## Lásd még
- Arany János: A tudós macskája
- Peter Gustav Lejeune Dirichlet (matematikus)
- Rédei László (matematikus)